# Manchester United F.C. – Rezerwy i Akademia
Manchester United B lub Drużyna Rezerw Manchesteru United (ang. Manchester United Reserves) – druga drużyna Manchesteru United, składająca się z zawodników, którzy zwykle nie mogą się przebić do pierwszego składu, ale również dobrze rokujących zawodników wyłowionych z akademii. Aktualnie drużyna występuje w Professional Development League. Zdobyli mistrzostwo cztery razy od czasu powołania rozgrywek w 1999 roku – w 2002, 2003, 2005 oraz 2006 roku.
Aktualnym trenerem drużyny rezerw jest – Travis Binnion, który zastąpił na tym stanowisku Marka Dempseya. Od listopada 2008 roku rezerwy rozgrywają swoje mecze na stadionie drużyny Altrincham – Moss Lane. Wcześniej mecze drużyny były rozgrywane na obiekcie Victoria Stadium klubu Northwich Victoria w Wincham lub na stadionie Ewen Fields należącym do Hyde United.
Najbardziej zasłużonym trenerem drużyny rezerw Man United jest René Meulensteen, który to w sezonie 2004/2005 wygrał cztery z pięciu możliwych do zdobycia trofeów.

## Drużyna U-23

### Aktualny skład
- Na dzień 21 stycznia 2024[2].

| Nr | Poz. | Piłkarz            |
| -- | ---- | ------------------ |
| 36 | PO   | Tom Huddlestone    |
| 40 | BR   | Radek Vítek        |
| 44 | PO   | Daniel Gore        |
| 45 | NA   | Dermot Mee         |
| 53 | OB   | Willy Kambwala     |
| 55 | OB   | Tyler Fredricson   |
| 56 | NA   | Charlie McNeill    |
| 58 | BR   | Kie Plumley        |
| 59 | PO   | Isak Hansen-Aarøen |

| Nr | Poz. | Piłkarz         |
| -- | ---- | --------------- |
| 62 | PO   | Omari Forson    |
| 63 | NA   | Ethan Ennis     |
| 65 | PO   | Toby Collyer    |
| 67 | PO   | Sam Mather      |
| 69 | OB   | Sonny Aljofree  |
| 71 | BR   | Tom Wooster     |
| 72 | OB   | Sam Murray      |
| 92 | PO   | James Scanlon   |
|    | OB   | Marcus Lawrence |

### Piłkarze na wypożyczeniu
| Nr | Poz. | Piłkarz                                                  |
| -- | ---- | -------------------------------------------------------- |
| 41 | OB   | Ethan Laird (w Milton Keynes Dons do 30 czerwca 2021)    |
| 45 | BR   | Jacob Carney (w Portadown do 30 czerwca 2021)            |
| 52 | OB   | Max Taylor (w Kidderminster Harriers do 30 czerwca 2021) |
| 57 | PO   | Aliou Traoré (w Caen do 30 czerwca 2021)                 |
| 58 | OB   | Di’Shon Bernard (w Salford City do 30 czerwca 2021)      |
| 62 | PO   | Connor Stanley (w Atlanta United 2 do 1 listopada 2021)  |
| 63 | PO   | Dylan Levitt (w Istra 1961 do 30 czerwca 2021)           |

### Trenerzy
- Jimmy Murphy (1946–1964)
- Wilf McGuinness (1964–1969)
- John Aston (1969–1970)
- Wilf McGuinness (1970–1971)
- Bill Foulkes (1971–1974)
- Jack Crampton (1974–1981)
- Brian Whitehouse (1981–1991)
- Pop Robson i  Jimmy Ryan (1991–1995)
- Jimmy Ryan (1995–2000)
- Mike Phelan (2000–2001)
- Brian McClair (2001–2002)
- Mike Phelan (2002)
- Ricky Sbragia (2002–2005)
- Brian McClair (2006–2008)
- René Meulensteen (2004–2005)
- Brian McClair (2006–2008)
- Ole Gunnar Solskjær (2008–2011)
- Warren Joyce (2011–2016)
- Nicky Butt (2016–2017)
- Ricky Sbragia (2017–2019)
- Neil Wood (2019-)

### Sukcesy
- Zwycięzca Professional Development League 1: 3
  - 2013, 2015, 2016
- Mistrzostwo FA Premier Reserve League North: 5
  - 2002, 2005, 2006, 2010, 2012
- Zwycięzca FA Premier Reserve League National Playoff: 4
  - 2005, 2006, 2010, 2012
- Mistrzostwo Central League North: 9
  - 1913, 1921, 1939, 1947, 1956, 1960, 1994, 1996, 1997
- Zdobywca Central League Cup: 1
  - 2005
- Zdobywca Manchester Senior Cup: 27
  - 1908, 1910, 1912, 1913, 1920, 1924, 1926, 1931, 1934, 1936, 1937, 1939, 1948, 1955, 1957, 1959, 1964, 1999, 2000, 2001, 2004, 2006, 2008, 2009, 2011, 2012, 2013, 2014
- Zdobywca Lancashire Senior Cup: 15
  - 1898, 1913, 1914, 1920 (współdzielone), 1929, 1938, 1941, 1943, 1946, 1951, 1969, 2008, 2009, 2012, 2013

## Akademia
Akademia Manchesteru United (ang. Manchester United Academy) jest główną instytucją Manchesteru mającą na celu wyławianie młodych talentów piłkarskich. To z niej do klubu trafili m.in. Bobby Charlton, Ryan Giggs, Bill Foulkes, Paul Scholes oraz Gary Neville. Na czas obecny Akademia znajduje się w bazie treningowej Manchesteru w Carrington.
W Akademii trenują poszczególne grupy młodych zawodników, począwszy od 9-latków, a skończywszy na 18-latkach, którzy to występują w grupie C rozgrywek FA Premier Academy League oraz w FA Youth Cup. Drużyny U-16 oraz U-18 zwykle rozgrywają swoje spotkania ligowe w soboty o godzinie jedenastej, w ośrodku treningowym w Carrington. Mecze pucharowe są natomiast rozgrywane na Ewen Fields (boisku używanym przez rezerwową drużynę United) bądź na 76-tysięcznym głównym stadionie Manchesteru, Old Trafford, ze względu na duże zainteresowanie rozgrywkami.
Paul McGuinness jest głównym trenerem drużyny U-18. Pod jego kierownictwem drużyna przegrała w 2007 roku finał FA Youth Cup z rezerwami Liverpoolu.
W 2007 kadeci wygrali mecz finałowy pierwszej edycji Champions Youth Cup, będące odpowiednikiem Klubowych Mistrzostw Świata dla akademii, pokonując młodzież z Juventusu 1:0.

### Aktualni zawodnicy akademii
|                   | Zawodnik                  | Urodzony             | Pozycja | Powołanie do rep.      | Poprzedni klub    |
| 2. rok            | 2. rok                    | 2. rok               | 2. rok  | 2. rok                 | 2. rok            |
| ----------------- | ------------------------- | -------------------- | ------- | ---------------------- | ----------------- |
| Francja           | Noam Emeran               | 24 września 2002     | NA      | Francja U-16           | Amiens            |
| Anglia            | William Fish              | 17 lutego 2003       | OB      | Anglia U-17            |                   |
| Szwecja           | Johan Guadagno            | 21 lutego 2003       | GK      | Szwecja U-16           | IF Brommapojkarna |
| Holandia          | Björn Hardley             | 19 grudnia 2002      | OB      |                        | NAC Breda         |
| Holandia          | Dillon Hoogewerf          | 27 lutego 2003       | NA      | Holandia U-17          | Ajax              |
| Walia             | Iestyn Hughes             | 23 października 2002 | OB      | Walia U-19             |                   |
| Anglia            | Zidane Iqbal              | 27 kwietnia 2003     | PO      |                        |                   |
| Irlandia Północna | Dermot Mee                | 20 listopada 2002    | BR      | Irlandia Północna U-19 |                   |
| Tunezja           | Hannibal Mejbri           | 21 stycznia 2003     | PO      | Tunezja                | AS Monaco         |
| Hiszpania         | Mateo Mejia               | 14 lutego 2003       | NA      |                        | Real Saragossa    |
| Walia             | Charlie Savage            | 2 maja 2003          | PO      | Walia U-17             |                   |
| Słowacja          | Martin Svidersky          | 4 października 2002  | PO      | Słowacja U-17          | Tatran Preszów    |
| Anglia            | Charlie Wellens           | 5 grudnia 2002       | PO      |                        |                   |
| 1. rok            |                           |                      |         |                        |                   |
| Anglia            | Rhys Bennett              | 30 października 2003 | OB      |                        |                   |
| Hiszpania         | Álvaro Fernández Carreras | 23 marca 2003        | OB      |                        | Real Madryt       |
| Anglia            | Omari Forson              | 20 lipca 2004        | PO      | Anglia U-16            |                   |
| Hiszpania         | Alejandro Garnacho        | 1 lipca 2004         | NA      |                        | Atlético Madryt   |
| Norwegia          | Isak Hansen-Aarøen        | 22 sierpnia 2004     | PO      | Norwegia U-16          | Tromsø            |
| Anglia            | Joe Hugill                | 19 października 2003 | NA      |                        | Sunderland        |
| Hiszpania         | Marc Jurado               | 13 kwietnia 2004     | OB      |                        | FC Barcelona      |
| Francja           | Willy Kambwala            | 25 sierpnia 2004     | OB      | Francji U-16           | FC Sochaux        |
| Anglia            | Oliver Kilner             | 27 marca 2004        | OB      |                        |                   |
| Anglia            | Charlie McNeill           | 9 września 2003      | NA      | Anglia U-16            | Manchester City   |
| Polska            | Daniel Polakowski         | 25 października 2003 | BR      |                        |                   |
| Anglia            | Logan Pye                 | 26 października 2003 | OB      | Anglia U-16            | Sunderland        |
| Anglia            | Shola Shoretire           | 2 lutego 2004        | NA      | Anglia U-16            |                   |
| Czechy            | Radek Vitek               | 24 października 2003 | BR      | Czechy U-17            | Sigma Ołomuniec   |

### Sukcesy
- Zdobywca Champions Youth Cup: 1
  - 2007
- Zdobywca FA Youth Cup: 10
  - 1953, 1954, 1955, 1956, 1957, 1964, 1992, 1995, 2003, 2011
- Zdobywca Milk Cup: 6
  - 1991, 2003, 2008, 2009, 2013, 2014
- Mistrzostwo Lancashire League Division One: 12[3]
  - 1954–55, 1983–84, 1984–85, 1986–87, 1987–88, 1989–90, 1990–91, 1992–93, 1994–95, 1995–96, 1996–97, 1997–98
- Mistrzostwo Lancashire League Division Two: 5[4]
  - 1964–65, 1969–70, 1971–72, 1988–89, 1996–97
- Zdobywca Lancashire League Division One Supplementary Cup: 4[5]
  - 1954–55, 1955–56, 1959–60, 1963–64
- Zdobywca Lancashire League Division Two Supplementary Cup: 10[6]
  - 1955–56, 1956–57, 1959–60, 1961–62, 1963–64, 1964–65, 1965–66, 1969–70, 1971–72, 1976–77

## Byli zawodnicy akademii i młodzieżówki (wychowankowie)
- Adnan Ahmed
- Arthur Albiston
- John Aston Sr.
- Phil Bardsley
- Aidan Barlow
- David Beckham
- George Best
- Tyler Blackett
- Clayton Blackmore
- Jackie Blanchflower
- Mark Bosnich
- Robbie Brady
- Shay Brennan
- Wes Brown
- Nicky Butt
- Alex Bruce
- Roger Byrne
- Fraizer Campbell
- Craig Cathcart
- Bobby Charlton
- James Chester
- Tahith Chong
- Tom Cleverley
- Kenny Cooper
- Mats Møller Dæhli
- Duncan Edwards
- Magnus Wolff Eikrem
- Anthony Elanga
- Corry Evans
- Jonny Evans
- Darren Fletcher
- Bill Foulkes
- Timothy Fosu-Mensah
- Ethan Galbraith
- Alejandro Garnacho
- James Garner
- Darron Gibson
- Ryan Giggs
- Johnny Giles
- Keith Gillespie
- Shaun Goater
- Angel Gomes
- Johnny Gorman
- Mason Greenwood
- David Healy
- Tom Heaton
- Dean Henderson
- Danny Higginbotham
- Mark Hughes
- Phil Hughes
- Zidane Iqbal
- Adnan Januzaj
- David Johnson
- Michael Keane
- Will Keane
- Brian Kidd
- Joshua King
- Jovan Kirovski
- Tom Lawrence
- Dylan Levitt
- Jesse Lingard
- David McCreery
- Sammy McIlroy
- Alan McLoughlin
- Paddy McNair
- Paul McShane
- Scott McTominay
- Hannibal Mejbri
- Demetri Mitchell
- Gary Neville
- Phil Neville
- Jimmy Nicholl
- Oliver Norwood
- Kieran O’Hara
- John O’Shea
- Matthew Olosunde
- David Pegg
- Andreas Pereira
- Joel Castro Pereira
- Anthony Pilkington
- Gerard Piqué
- David Platt
- Paul Pogba
- Marcus Rashford
- Kieran Richardson
- Jonny Rödlund
- Giuseppe Rossi
- Robbie Savage
- Paul Scholes
- Ryan Shawcross
- Jonathan Spector
- Michael Stewart
- Nobby Stiles
- John Thorrington
- Axel Tuanzebe
- Marnick Vermijl
- Dennis Viollet
- Danny Welbeck
- Norman Whiteside
- Brandon Williams
- Jamie Wood
- Ron-Robert Zieler

## Wyróżnienia
Początkowo do 1990 roku przyznawana była jedna nagroda – dla najlepszego młodego zawodnika sezonu. Następnie przyznawano dwie osobne nagrody: Nagrodę im. Jimmy’ego Murphy’ego dla najlepszego młodego zawodnika sezonu oraz Nagrodę im. Denzila Harouna dla najlepszego gracza drużyny rezerw w sezonie.
| Sezon   | Fanklub Młody Zawodnik Roku |
| ------- | --------------------------- |
| 1982–83 | Norman Whiteside            |
| 1983–84 | Mark Hughes                 |
| 1984–85 | Mark Hughes                 |

| Sezon   | Denzil Haroun Młody Zawodnik Roku |
| ------- | --------------------------------- |
| 1985–86 | Simon Ratcliffe                   |
| 1986–87 | Gary Walsh                        |
| 1987–88 | Lee Martin                        |
| 1988–89 | Mark Robins                       |

| Sezon   | Jimmy Murphy Młody Zawodnik Roku | Denzil Haroun Młody Zawodnik Roku Drużyny Rezerw |
| ------- | -------------------------------- | ------------------------------------------------ |
| 1989–90 | Lee Martin                       | Mark Robins                                      |
| 1990–91 | Ryan Giggs                       | Jason Lydiate                                    |
| 1991–92 | Ryan Giggs                       | Brian Carey                                      |
| 1992–93 | Paul Scholes                     | Colin McKee                                      |
| 1993–94 | Phil Neville                     | Nicky Butt                                       |
| 1994–95 | Terry Cooke                      | Kevin Pilkington                                 |
| 1995–96 | Ronnie Wallwork                  | Michael Appleton                                 |
| 1996–97 | John Curtis                      | Michael Clegg                                    |
| 1997–98 | Wes Brown                        | Michael Twiss                                    |
| 1998–99 | Wes Brown                        | Mark Wilson                                      |
| 1999–00 | Bojan Djordjic                   | Jonathan Greening                                |
| 2000–01 | Alan Tate                        | Michael Stewart                                  |
| 2001–02 | Paul Tierney                     | John O’Shea                                      |
| 2002–03 | Ben Collett                      | Darren Fletcher                                  |
| 2003–04 | Jonathan Spector                 | David Jones                                      |
| 2004–05 | Giuseppe Rossi                   | Sylvan Ebanks-Blake                              |
| 2005–06 | Darron Gibson                    | Giuseppe Rossi                                   |
| 2006–07 | Craig Cathcart                   | Kieran Lee                                       |
| 2007–08 | Danny Welbeck                    | Richard Eckersley                                |
| 2008–09 | Federico Macheda                 | James Chester                                    |
| 2009–10 | Will Keane                       | Ritchie De Laet                                  |
| 2010–11 | Ryan Tunnicliffe                 | Oliver Gill                                      |
| 2011–12 | Mats Møller Dæhli                | Michael Keane                                    |
| 2012–13 | Ben Pearson                      | Adnan Januzaj                                    |
| 2013–14 | James Wilson                     | Saidy Janko                                      |
| 2014–15 | Axel Tuanzebe                    | Andreas Pereira                                  |
| 2015–16 | Marcus Rashford                  | Cameron Borthwick-Jackson                        |
| 2016–17 | Angel Gomes                      | Axel Tuanzebe                                    |
| 2017–18 | Tahith Chong                     | Demetri Mitchell                                 |
| 2018–19 | Mason Greenwood                  | Tahith Chong                                     |
| 2019–20 | Anthony Elanga                   | James Garner                                     |
| 2020–21 | Shola Shoretire                  | Hannibal Mejbri                                  |
| 2021–22 | Alejandro Garnacho               | Álvaro Fernandez                                 |
| 2022–23 | Kobbie Mainoo                    | Dan Gore                                         |
| 2023–24 | Ethan Wheatley                   | Elyh Harrison                                    |
| 2024–25 | Harry Amass                      | Tyler Fredricson                                 |